# Samuel E. Wright
Samuel Edward Wright, född 20 november 1946 eller 1948 i Camden, South Carolina, död 24 maj 2021 i Walden, Orange County, New York, var en amerikansk skådespelare, sångare och röstskådespelare bäst känd som rösten till krabban Sebastian i Disneys Lilla Sjöjungfrun - både i filmerna och serien. Han var också rösten till iguanodonten Kron i Disneys Dinosaurier.